# Pancho Gonzales
Ricardo Alonso (Pancho) Gonzáles (Los Angeles, 9 mei 1928 – Las Vegas, 3 juli 1995) was een Amerikaans tennisspeler.
In zijn amateurtijd waren zijn grootste successen de winst op de Amerikaanse tenniskampioenschappen in 1948 en 1949 zijn grootste successen. In 1949 werd hij proftennisser en was uitgesloten van deelname aan de grandslamtoernooien. Pas na zijn 40ste verjaardag mocht hij als proftennisser weer aantreden op de grandslamtoernooien.
Op Wimbledon 1969 speelde de 41-jarige Gonzáles in de eerste ronde een marathonpartij tegen Charlie Pasarell. Deze wedstrijd duurde meer dan 5 uur en bestond uit 112 games.
In 1968 werd hij opgenomen in de internationale Tennis Hall of Fame.

## Resultaten grandslamtoernooien
| Legenda | Legenda                          |
| ------- | -------------------------------- |
| g.t.    | geen toernooi gehouden           |
| l.c.    | lagere categorie                 |
| –       | niet deelgenomen                 |
| G       | uitgeschakeld in de groepsfase   |
| 1R      | uitgeschakeld in de eerste ronde |
| 2R      | uitgeschakeld in de tweede ronde |
| 3R      | uitgeschakeld in de derde ronde  |
| 4R      | uitgeschakeld in de vierde ronde |
| KF      | uitgeschakeld in de kwartfinale  |
| HF      | uitgeschakeld in de halve finale |
| F       | de finale verloren               |
| W       | het toernooi gewonnen            |
| w-v     | winst/verlies-balans             |

### Enkelspel
| Toernooi        | 1947 | 1948 | 1949 |    | 1968 | 1969 | 1970 | 1971 | 1972 | 1973 |
| --------------- | ---- | ---- | ---- | -- | ---- | ---- | ---- | ---- | ---- | ---- |
| Australian Open | –    | –    | –    | –  | 3R   | –    | –    | –    | –    |      |
| Roland Garros   | –    | –    | HF   | HF | –    | –    | –    | –    | –    |      |
| Wimbledon       | –    | –    | 4R   | 3R | 4R   | –    | 2R   | 2R   | –    |      |
| US Open         | 2R   | W    | W    | KF | 4R   | 3R   | 3R   | 1R   | 1R   |      |

### Mannendubbelspel
| Toernooi        | 1947 | 1948 | 1949 |    | 1968 | 1969 | 1970 | 1971 | 1972 | 1973 |
| --------------- | ---- | ---- | ---- | -- | ---- | ---- | ---- | ---- | ---- | ---- |
| Australian Open | –    | –    | –    | –  | 2R   | –    | –    | –    | –    |      |
| Roland Garros   | –    | –    | W    | KF | –    | –    | –    | –    | –    |      |
| Wimbledon       | –    | –    | W    | 3R | 1R   | –    | 1R   | –    | –    |      |
| US Open         | ?    | ?    | ?    | –  | 2R   | KF   | 2R   | 2R   | 2R   |      |

### Gemengd dubbelspel
| Toernooi        | 1947 | 1948 | 1949 |    | 1968 | 1969 | 1970 | 1971 | 1972 | 1973 |
| --------------- | ---- | ---- | ---- | -- | ---- | ---- | ---- | ---- | ---- | ---- |
| Australian Open | –    | –    | –    | –  | 1R   | –    | –    | –    | –    |      |
| Roland Garros   | –    | –    | –    | –  | –    | –    | –    | –    | –    |      |
| Wimbledon       | –    | –    | –    | KF | –    | –    | –    | –    | –    |      |
| US Open         | 3R   | KF   | HF   | –  | –    | –    | 3R   | –    | –    |      |